# Eduard Eckenstein
Eduard Eckenstein (* 1. August 1847 in Basel; † 26. Oktober 1915 in Riehen; heimatberechtigt in Basel) war ein Schweizer Unternehmer und Politiker (FDP). 

## Leben
Der Sohn des gleichnamigen Malzfabrikanten und Politikers besuchte das Gymnasium in Basel und liess sich danach zum Kaufmann ausbilden. 1863 erbte Eckenstein die väterliche Malzfabrik. Von 1890 bis 1909 war er Direktor der daraus hervorgegangenen Gesellschaft für Malzfabrikation AG Basel. Politisch schloss er sich den Radikal-Demokraten an. 1881–1909 war er Grossrat im Kanton Basel-Stadt. Bei den Parlamentswahlen 1887 gelang ihm der Einzug in den Nationalrat, dem er bis 1893 angehörte. Eckenstein bekleidete wichtige Positionen im baslerischen und schweizerischen Wirtschaftsleben: 1897 wurde er Präsident der Kommission für eine Nationalbank. Zwei Jahre später war er die treibende Kraft und Verwaltungsrat der Basler Kantonalbank; von 1900 bis 1909 wirkte er als Bankratspräsident. Von 1906 bis 1913 gehörte er dem Verwaltungsrat der Schweizerischen Bundesbahnen an.

## Werke (Auswahl)
- Geschichte der Bierbrauerei Basels. Basel: Emil Birkhäuser 1902.
- Entwickelung und Fortschritte der Malzfabrikation in den letzten vierzig Jahren. Basel: Emil Birkhäuser 1907; Berlin: Verlagsbuchh. Paul Parey 1908.